# Edward Moulton-Barrett
Pour les articles homonymes, voir Moulton.
Edward Moulton-Barrett, ou Edward Moulton Barrett (1785-1857) est le père de la poétesse britannique Elizabeth Barrett Browning, elle-même l'épouse du poète Robert Browning.
Maître d'une plantation en Jamaïque, riche, il a douze enfants qu'il élève en patriarche inflexible, soucieux cependant, en échange de l'obéissance qui lui est due, de leur accorder son affection, voire de favoriser et d'encourager leurs études. Son caractère tyrannique impose longtemps isolation et célibat forcés à sa fille aînée, Elizabeth Barrett, jusqu'à ce qu'elle s'enfuie avec le poète Robert Browning.

## Biographie

### Jeunes années et mariage
Après la mort de son père, il est envoyé en Angleterre où il devient le pupille de Lord Abinger, qui l'envoie plus tard se former à Harrow. Mais il a à souffrir du système du fagging (système selon lequel, dans les écoles britanniques, les plus jeunes élèves sont les domestiques des plus anciens) et est retiré de l'école. Il est ensuite envoyé à Cambridge où il étudie sous la houlette de l'helléniste Richard Porson. Mais à vingt ans, il rencontre Mary Graham-Clarke (1781 - 1828), fille d'un propriétaire de filature de la région de Newcastle-on-Tyne et en tombe amoureux.
Edward Moulton-Barrett l'épouse donc. Effacée devant un mari à qui elle obéit sans mot dire, elle lui donne quatre filles et huit fils. Campé sur son interprétation littérale de l'Ancien Testament, Edward Moulton-Barrett attend d'elle amour, respect, et obéissance — ce dernier point surtout.

### Naissance et éducation d'Elizabeth Barrett

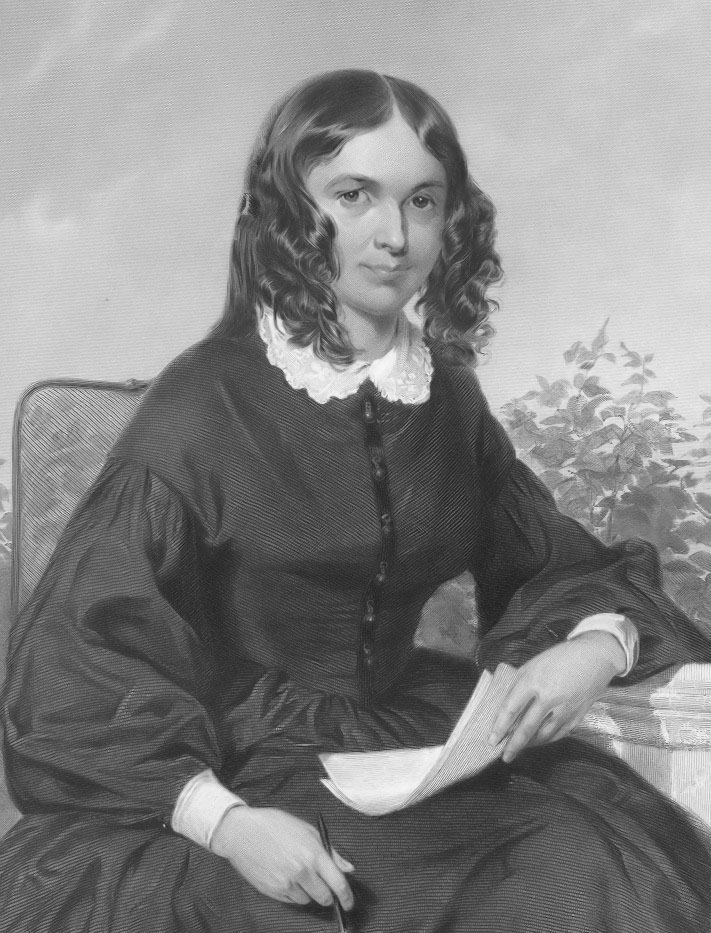
Portrait d'Elizabeth Barrett.

Leur première née est Elizabeth Barrett (1806 - 1861). Trois années après sa naissance, Edward Moulton-Barrett déménage avec sa famille pour aller emménager au manoir de Hope End, une grande demeure isolée dans la belle région des Malvern Hills, dans le Herefordshire, en Angleterre. Dans cette vaste maison, de style oriental avec ses  fenêtres « turques » et ses tourelles, et que son père avait fait construire avec la fortune accumulée par des générations d'une famille de planteurs de canne à sucre, Elizabeth Barrett passe une enfance idyllique. Comme elle le rapporte elle-même, elle court les bois environnants, et chevauche son poney Minnie. 
Elle bénéficie d'autre part des leçons dispensées par le précepteur de son frère Edward (« Bro »), et profite de la grande bibliothèque de son père pour approfondir ses études par elle-même.

### Les autres enfants Moulton-Barrett
La naissance d'Elizabeth a lieu le 6 mars 1806, à Coxhoe Hall, chez Samuel, le frère de Edward Moulton Barrett ; elle est enregistrée à Kelloe Church, dans le comté de Durham. Après elle naissent successivement : 
- Edward (1807 - 1840) (« Bro »), qui sera baptisé en même temps qu'elle, et qui lui donne le surnom de « Ba » (Baby). Sa mort par noyade à Torquay, en 1840, sera un drame pour Elizabeth Barrett, dont la santé fragile se dégradera plus encore à ce moment ;
- Henrietta (1809 - 1860) ;
- Mary (1810 - 1814), qui porte le même nom que sa mère, et meurt à l'âge de trois ans ;
- Samuel (1812 - 1840) ;
- Arabella (ou Arabel) (1813 - 1868), la sœur d'Elizabeth qui lui est la plus proche, et qui dort dans la même chambre qu'elle ;
- Charles (1814 - 1905), surnommé Stormy (« Le Tempétueux »), car né au cours d'un violent orage ;
- George (1816 - 1895) ;
- Henry (1818 - 1896) ;
- Alfred (1820 - 1904) ;
- Septimus (1822 - 1870) (« Le Septième », en latin) ;
- Octavius (1824 - 1910) (« Le Huitième »)[4].

Mais très tôt, l'affection paternelle de Mr Barrett se concentre sur Elizabeth, le reste des enfants, bien que recevant aussi une part de l'affection possessive de leur père, ne sont pas pour lui le même objet de fierté que l'aînée. C'est cependant pour Edward que son père engage un précepteur pour l'instruire du latin et du grec nécessaires aux études classiques que son père envisage pour son premier fils. Ce n'est qu'à l'initiative conjointe d'Edward et d'Elizabeth qu'il accepte que sa fille profite des leçons données à son frère.

## Personnalité
Lorsque Robert Browning rend visite à Elizabeth Barrett le 12 août 1845, elle se sent obligée de lui décrire les restrictions imposées à sa « liberté » par son père, et lui fournit, dans les lettres qu'elle lui écrit ensuite, des précisions sur la façon dont son père dirige toute sa famille qui doivent apparaître à Robert Browning comme étant bien celle du maître d'une plantation des Indes occidentales n'admettant aucune désobéissance.
Elle lui explique ainsi à quel point le comportement de son père engendre chez ses enfants « la dissimulation, le manque de franchise, et — le vice des esclaves — la couardise » ; car, ajoute-t-elle « tous ceux que vous voyez, tous mes frères, [sont] contraints physiquement à la soumission, à l'afficher tout au moins, par la pire et la plus déshonorante des nécessités, la nécessité de vivre. Chacun d'eux, moi exceptée, dépendant financièrement de cette inflexible volonté. »,.
Soucieux de conserver son emprise sur ses enfants, Edward Moulton-Barrett leur impose en pratique le célibat. Edward, le frère préféré d'Elizabeth, ressent le poids de la tyrannie paternelle, lorsque, peu de temps avant sa mort, amoureux d'une jeune fille, il se sent incapable d'affronter son père en le quittant, d'autant qu'il ne dispose d'aucun revenu indépendant.
Ce n'est qu'en s'enfuyant avec Robert Browning en septembre 1846 qu'Elizabeth Barrett elle-même réussit à conquérir sa liberté. Reniée par son père, désapprouvée à son grand chagrin par ses frères et en particulier par George, elle est comprise par ses sœurs, qui lui conservent toute leur affection. Henrietta suivra d'ailleurs son exemple quelques années plus tard.